# Tennis Masters Cup 2008
La Tennis Masters Cup 2008, va ser la XXXIX edició del torneig que tancava la temporada tennística en categoria masculina de l'any 2008. Es va jugar entre el 9 i el 16 de novembre de 2008 al Qizhong Forest Sports City Arena de Xangai, Xina.

## Carrera de Campions 2008
| Bandera de les Illes Balears | R. Nadal       | 90  | 45  | 70  | 100 | 1   | 100 | 200 | 200 | 100 | 45  | 90  | 45  | 25  | 224 | 1335 |
| Suïssa                       | R. Federer     | 90  | 45  | 25  | 70  | 25  | 70  | 140 | 140 | 1   | 15  | 200 | 45  | 25  | 150 | 1041 |
| Sèrbia                       | N. Đoković     | 200 | 100 | 1   | 45  | 100 | 45  | 90  | 7   | 25  | 70  | 90  | 15  | 15  | 126 | 929  |
| Escòcia                      | A. Murray      | 1   | 15  | 1   | 15  | 7   | 15  | 15  | 50  | 45  | 100 | 140 | 100 | 25  | 155 | 684  |
| Rússia                       | N. Davidenko   | 30  | 7   | 100 | 45  | 15  | 15  | 15  | 1   | 15  | 1   | 30  | 1   | 45  | 123 | 463  |
| Estats Units d'Amèrica       | A. Roddick     | 15  | 1   | 45  | 0   | 45  | 0   | 0   | 7   | 15  | 0   | 50  | 15  | 25  | 176 | 394  |
| França                       | J.W. Tsonga    | 140 | 15  | 7   | 0   | 1   | 7   | 0   | 0   | 0   | 0   | 15  | 15  | 100 | 90  | 390  |
| Argentina                    | J.M. del Potro | 7   | 0   | 4   | 0   | 4   | 0   | 7   | 7   | 0   | 0   | 50  | 25  | 15  | 237 | 369  |
| França                       | G. Simon       | 15  | 4   | 1   | 1   | 7   | 7   | 1   | 15  | 45  | 7   | 15  | 70  | 15  | 153 | 356  |
| República Txeca              | R. Stepanek    | 1   | 7   | 15  | 1   | 45  | 0   | 30  | 15  | 1   | 1   | 15  | 7   | 7   | 81  | 226  |
| Alemanya                     | N. Kiefer      | 1   | 1   | 7   | 7   | 1   | 25  | 0   | 15  | 70  | 0   | 1   | 1   | 7   | 41  | 177  |

- Radek Stepanek (26è) i Nicolas Kiefer (35è) van anar com a suplents, ja que els altres jugador que estaven millor classificats que ells van renunciar.
- Radek Stepanek va substituir l'americà Andy Roddick a causa d'una lesió que va patir durant un entrenament.

| Jugadors classificats |
| Renúncies             |
| Jugadors suplents     |

## Fase de grups

### Grup Vermell
| Nº | Jugador                       |
| -- | ----------------------------- |
| 1  | Roger Federer                 |
| 3  | Andy Murray                   |
| 5  | Andy Roddick · Radek Stepanek |
| 8  | Gilles Simon                  |

#### Posicions
| #  | Jugador                       | Partits guanyats | Partits perduts | Sets guanyats | Sets perduts |
| -- | ----------------------------- | ---------------- | --------------- | ------------- | ------------ |
| 1. | Andy Murray                   | 3                | 0               | 6             | 2            |
| 2. | Gilles Simon                  | 2                | 1               | 4             | 3            |
| 3. | Roger Federer                 | 1                | 2               | 4             | 4            |
| 4. | Andy Roddick · Radek Stepanek | 0                | 3               | 1             | 6            |

#### Resultats
| Guanyador     | Adversari      | Resultat       |
| ------------- | -------------- | -------------- |
| Gilles Simon  | Roger Federer  | 4-6, 6-4, 6-3  |
| Andy Murray   | Andy Roddick   | 6-4, 1-6, 6-1  |
| Andy Murray   | Gilles Simon   | 6-4, 6-2       |
| Roger Federer | Radek Stepanek | 7-64, 6-4      |
| Andy Murray   | Roger Federer  | 4-6, 7-63, 7-5 |
| Gilles Simon  | Radek Stepanek | 6-1, 6-4       |

### Grup Daurat
| Nº | Jugador               |
| -- | --------------------- |
| 2  | Novak Đoković         |
| 4  | Nikolai Davidenko     |
| 6  | Jo-Wilfried Tsonga    |
| 7  | Juan Martin del Potro |

#### Posicions
| #  | Jugador               | Partits guanyats | Partits perduts | Sets guanyats | Sets perduts |
| -- | --------------------- | ---------------- | --------------- | ------------- | ------------ |
| 1. | Novak Đoković         | 2                | 1               | 5             | 3            |
| 2. | Nikolai Davidenko     | 2                | 1               | 5             | 3            |
| 3. | Jo-Wilfried Tsonga    | 1                | 2               | 3             | 5            |
| 4. | Juan Martin del Potro | 1                | 2               | 2             | 4            |

#### Resultats
| Guanyador             | Adversari             | Resultat        |
| --------------------- | --------------------- | --------------- |
| Novak Đoković         | Juan Martin del Potro | 7-5, 6-3        |
| Nikolai Davidenko     | Jo-Wilfried Tsonga    | 6⁶-7, 6-4, 7-60 |
| Juan Martin del Potro | Jo-Wilfried Tsonga    | 7-64, 7-6⁵      |
| Novak Đoković         | Nikolai Davidenko     | 7-63, 0-6, 7-5  |
| Jo-Wilfried Tsonga    | Novak Đoković         | 1-6, 7-5, 6-1   |
| Nikolai Davidenko     | Juan Martin del Potro | 6-3, 6-2        |

### Semifinals
| Data     | Partit        | Partit | Partit            | Resultat      |
| -------- | ------------- | ------ | ----------------- | ------------- |
| 15.11.07 | Andy Murray   | 0-2    | Nikolai Davidenko | 5-7, 2-7      |
| 15.11.07 | Novak Đoković | 2-1    | Gilles Simon      | 4-6, 6-3, 7-5 |

### Final
| Data     | Partit            | Partit | Partit        | Resultat |
| -------- | ----------------- | ------ | ------------- | -------- |
| 16.11.07 | Nikolai Davidenko | 0-2    | Novak Đoković | 1-6, 5-7 |